# 빌 스미스 (수영 선수)

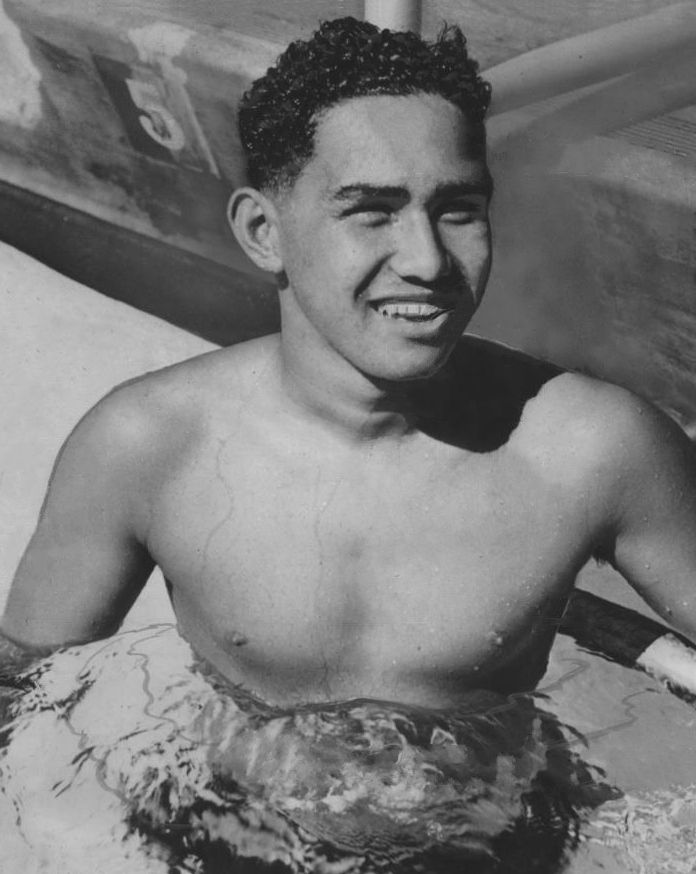

윌리엄 ("빌") 멜빈 스미스 주니어(William ("Bill") Melvin Smith Jr., 1924년 5월 16일 ~ 2013년 2월 8일)는 미국의 수영 선수로 올림픽 2관왕이며, 4개의 종목들에서 전 세계 기록 보유자이다. 그는 20세기의 첫 절반에 미국에서 가장 성공적인 경연 수영 선수들 중의 하나였다.
하와이 호놀룰루에서 태어난 스미스는 아일랜드와 하와이 원주민의 혼혈이었다. 오하이오 주립 대학교에서 수학하면서 NCAA 경연 대회에서 오하이오 주립 벅아이즈 수영·다이빙 팀을 위하여 활약하였다. 대학 수영 선수로서 그는 이중 대회 경연에서 3년 동안 패한 적이 없고, 4회의 올아메리칸 챔피언이었다. 그는 7개의 세계 기록을 세우고, 14개의 미국 국내 선수권을 우승하였다 - 7개의 NCAA, 6개의 AAU 실내와 1개의 AAU 실외 타이틀.
1948년 런던 올림픽에서 스미스는 400m 자유형과 800m 자유형 계주에서 금메달을 획득하였다. 한번은 200m와 1000m 사이에 자유형 종목들에서 세계 기록들의 전부를 보유하였다.
1966년 "명예 수영 선수"로서 국제 수영 명예의 전당에 헌액되었다.
88세의 나이로 호놀룰루에서 사망하였다.

## 같이 보기
- 올림픽 수영 남자 메달리스트 목록
- 수영 자유형 200m 세계 기록 추이
- 수영 자유형 400m 세계 기록 추이
- 수영 자유형 800m 세계 기록 추이
- 수영 계영 800m 세계 기록 추이